# Тёрнер, Джон Мозли
Джон Мозли Тёрнер (англ. John Mosley Turner; род. 15 июня 1856, Митчем, Лондон, Великобритания — 21 марта 1968, Тоттенхэм, Лондон, Великобритания) — английский супердолгожитель. После смерти своей соочественницы Ханны Смит 10 января 1966 года до своей смерти считался старейшим живущим жителем земли. Также, на момент своей смерти он являлся старейшим человеком Великобритании (не считая эмигрантов) за всю историю.

## Биография
Джон Мозли Тёрнер родился в Лондоне, Великобритания. Он с детства работал подмастерьем плотника. Позже он начал работать раскройщиком шелковых принтов, прежде чем вышел на пенсию в возрасте 73 лет. 
Один из его сыновей родился тогда, когда Джону было 49 лет. Его сын умер в 2005 году, в возрасте 100 лет. 
Джон Мозли Тёрнер никогда не курил. Со времён его молодости он больше не пил. 
Когда у него спросили о его секрете долголетия, он ответил: «Нету у меня секрета долголетия. Я лишь обычный человек, проживший необыкновенное время».
Джон Мозли Тёрнер умер 21 марта 1968 года в возрасте 111 лет, 280 дней. На момент своей смерти, он также являлся старейшим мужчиной за всю историю. 

## Рекорды долголетия
- 6 августа 1965 года после смерти Уильяма Фуллингима он стал старейшим живущим мужчиной земли.
- 10 января 1966 года после смерти своей соочественницы Ханны Смит он стал старейшим живущим жителем Европы и мира.
- 29 октября 1966 года он стал старейшим верифицированным мужчиной в истории, обогнав по возрасту Герта Андриаса Бомгарда.
- 9 мая 1967 года он стал старейшим человеком Великобритании за всю историю, обогнав по возрасту Маргарет Энн Неве.
- 15 июня 1967 года он стал первым человеком Великобритании в истории, отметившим 111-летие.

Джон Мозли Тёрнер является последним живущим мужчиной, родившимся в 1850-х годах.

## См. Также
- Список старейших мужчин
- Бэтси Бейкер